# Црква Светог Димитрија у Лајковцу
Црква Светог Димитрија у Лајковцу припада Епархији ваљевској Српске православне цркве. Црква је завршена и  освештана је 11. августа 1963. године од епископ шабачко-ваљевског Јована Велимировића.

## Подизање цркве
Лајковачка парохија није имала цркву на свом терену све до 1937. године и водила се као Друга јабучка парохија када је тадашњи њен парох, прота Бошко Миловановић, оформио грађевински Одбор и започео изградњу храма у својој парохији. Темељ је постављен и освећен 8. новембра 1937. године, на дан Светог великомученика Димитрија, тако да је овом светитељу и посвећен храм. До краја 1938. године црква је била озидана и покривена. Почетком Другог светског рата, 1941. године, радови на градњи цркве су заустављени. Градња је настављена тек 1954. године, доласком новог свештеника, проте Блаже Ђуровића.
Највећи део фресака урадио је ликовни уметник архимандрит Никодим из Београда. Само четири веће фреске, на јужној и северној страни, урадио је академик Ђуро Далматинац.
У току је изградња парохијског дома.